# Субординаціонізм
Субординаціонізм — теологічна точка зору, проповідувана в II і III століттях, про те, що Христос був підпорядкований Отцю. Це стало результатом застосування неоплатонічних міркувань до вчення про Святу Трійцю. Відповідно до цього вчення, Батько випромінює Сина, а Син — Святого Духа. Христос підкоряється Отцю і нижчий від нього, як і Святий Дух, який нижчий від Отця і Сина. Цей тип міркувань був прийнятий, серед іншого, Ігнатієм Антіохійським, згідно з яким Син підкоряється волі Божій; мучеником Юстином, який назвав Сина другим богом, і представив його стосунки з Отцем подібно до відносин між Гермесом і Зевсом. Також Тертуліан дотримувався думки, що Син був меншою частиною Бога, а Оріген, який, хоча й визнавав вічне існування Христа, як і всіх розумних істот, вважав його менш досконалим, ніж Отця. Діонісій Олександрійський у листі Elenchus et apologia розвіяв підозри щодо свого ставлення до Божества Сина Божого, представивши православний підхід до вчення про Святу Трійцю та визнавши недоречність раніше вживаних виразів. Ще далі пішов Арій (III-IV ст.), який стверджував, що оскільки Син походить від Отця, це означає, що він створений і що він є створінням. Це призвело до зростання аріанства в 320 році нашої ери. Останнім представником субординаціонізму був Євсевій Кесарійський, який вважав Сина Божого нижчим за Отця.
Субординаціонізм засуджений Першим Нікейським собором (325 р.) як єресь.